# Hollenberg (Kansas)
Pour les articles homonymes, voir Hollenberg.
Hollenberg est une ville américaine située dans le comté de Washington, au Kansas. Selon le recensement de 2010, sa population est de 21 habitants.